# Genzebe Dibaba
Genzebe Dibaba (ur. 8 lutego 1991 w Bekoji) – etiopska lekkoatletka specjalizująca się w biegach średnich i długich.
W 2008 oraz 2009 roku zdobywała złote medale podczas mistrzostw świata w biegach przełajowych w indywidualnej rywalizacji juniorek. Dzięki tym sukcesom stała się drugą w historii juniorką, która zdobyła dwa tytuły przełajowej mistrzyni świata z rzędu. Srebrna medalistka mistrzostw świata juniorów w biegu na 5000 metrów (2008). Ósma zawodniczka lekkoatletycznych mistrzostw globu w roku 2009. W 2010 roku sięgnęła po złoty medal mistrzostw świata juniorów w biegu na 5000 m ustanawiając czasem 15:08.06 nowy rekord czempionatu. Zdobyła złoty medal halowych mistrzostw świata w biegu na 1500 metrów (2012). Bez powodzenia startowała na igrzyskach olimpijskich w Londynie. Rok później zajęła 8. miejsce na mistrzostwach świata w Moskwie. W marcu 2014 zdobyła swoje drugie złoto halowych mistrzostw świata. W tym samym roku sięgnęła po srebrny medal mistrzostw Afryki w Marrakeszu. Złota medalistka mistrzostw świata w Pekinie na dystansie 1500 metrów oraz brązowa na 5000 metrów (2015). W marcu 2016 zdobyła swój trzeci złoty medal halowych mistrzostw świata. Wicemistrzyni olimpijska na 1500 metrów (Rio de Janeiro 2016). W marcu 2018 zdobyła dwa złote medale na halowych mistrzostwach świata. Lekkoatletka 2015 roku w plebiscycie IAAF World Athlete of the Year. Jej siostry to Tirunesh Dibaba i Ejegayehu Dibaba.

## Osiągnięcia
| Rok  | Impreza                                   | Miejsce        | Konkurencja         | Lokata      | Wynik    |
| ---- | ----------------------------------------- | -------------- | ------------------- | ----------- | -------- |
| 2007 | Mistrzostwa świata w biegach przełajowych | Mombasa        | bieg juniorek       | 5. miejsce  | 21:23    |
| 2007 | Mistrzostwa świata w biegach przełajowych | Mombasa        | bieg juniorek       | 3. miejsce  | 21:23    |
| 2008 | Mistrzostwa świata w biegach przełajowych | Edynburg       | bieg juniorek       | 1. miejsce  | 19:59    |
| 2008 | Mistrzostwa świata w biegach przełajowych | Edynburg       | drużyna juniorek    | 1. miejsce  |          |
| 2008 | Mistrzostwa świata juniorów               | Bydgoszcz      | bieg na 5000 m      | 2. miejsce  | 16:16,75 |
| 2009 | Mistrzostwa świata w biegach przełajowych | Amman          | bieg juniorek       | 1. miejsce  | 20:14    |
| 2009 | Mistrzostwa świata w biegach przełajowych | Amman          | drużyna juniorek    | 2. miejsce  | 20:14    |
| 2009 | Mistrzostwa Afryki juniorów               | Bambous        | bieg na 5000 m      | 1. miejsce  | 16:11,85 |
| 2009 | Mistrzostwa świata                        | Berlin         | bieg na 5000 m      | 8. miejsce  | 15:11,12 |
| 2010 | Mistrzostwa świata w biegach przełajowych | Bydgoszcz      | bieg juniorek       | 11. miejsce | 19:21    |
| 2010 | Mistrzostwa świata w biegach przełajowych | Bydgoszcz      | drużyna juniorek    | 2. miejsce  |          |
| 2010 | Mistrzostwa świata juniorów               | Moncton        | bieg na 5000 m      | 1. miejsce  | 15:08.06 |
| 2011 | Mistrzostwa świata w biegach przełajowych | Punta Umbría   | bieg seniorek       | 9. miejsce  | 25:36    |
| 2011 | Mistrzostwa świata w biegach przełajowych | Punta Umbría   | drużyna seniorek    | 2. miejsce  |          |
| 2012 | Halowe mistrzostwa świata                 | Stambuł        | bieg na 1500 m      | 1. miejsce  | 4:05,78  |
| 2012 | Igrzyska olimpijskie                      | Londyn         | bieg na 1500 m      | eliminacje  | 4:11,15  |
| 2013 | Mistrzostwa świata                        | Moskwa         | bieg na 1500 m      | 8. miejsce  | 4:05,99  |
| 2014 | Halowe mistrzostwa świata                 | Sopot          | bieg na 3000 m      | 1. miejsce  | 8:55,04  |
| 2014 | Mistrzostwa Afryki                        | Marrakesz      | bieg na 5000 m      | 2. miejsce  | 15:42,16 |
| 2014 | Puchar interkontynentalny                 | Marrakesz      | bieg na 3000 m      | 1. miejsce  | 8:57,53  |
| 2015 | Mistrzostwa świata                        | Pekin          | bieg na 1500 m      | 1. miejsce  | 4:08,09  |
| 2015 | Mistrzostwa świata                        | Pekin          | bieg na 5000 m      | 3. miejsce  | 14:44,14 |
| 2016 | Halowe mistrzostwa świata                 | Portland       | bieg na 3000 m      | 1. miejsce  | 8:47,43  |
| 2016 | Igrzyska olimpijskie                      | Rio de Janeiro | bieg na 1500 m      | 2. miejsce  | 4:10,27  |
| 2017 | Mistrzostwa świata                        | Londyn         | bieg na 1500 metrów | 12. miejsce | 4:06,72  |
| 2017 | Mistrzostwa świata                        | Londyn         | bieg na 5000 metrów | –           | DNS      |
| 2018 | Halowe mistrzostwa świata                 | Birmingham     | bieg na 1500 metrów | 1. miejsce  | 4.05,27  |
| 2018 | Halowe mistrzostwa świata                 | Birmingham     | bieg na 3000 metrów | 1. miejsce  | 8:45,05  |

## Rekordy życiowe
- bieg na 800 metrów – 1:59,37 (2017)
- bieg na 1000 metrów (hala) – 2:33,06 (2017) rekord Etiopii
- bieg na 1500 metrów (stadion) – 3:50,07 (2015) były rekord świata, rekord Etiopii, 2. wynik w historii światowej lekkoatletyki
- bieg na 1500 metrów (hala) – 3:55,17 (2014) były rekord świata, 2. wynik w historii światowej lekkoatletyki
- bieg na 2000 metrów (hala) – 5:23,75 (2017) halowy rekord świata
- bieg na milę (hala) – 4:13,31 (2016) halowy rekord świata
- bieg na 3000 metrów (stadion) – 8:21,29 (2019)
- bieg na 3000 metrów (hala) – 8:16,60 (2014) halowy rekord świata
- bieg na 2 mile (hala) – 9:00,48 (2014) halowy rekord świata
- bieg na 5000 metrów (stadion) – 14:15,41 (2015)
- bieg na 5000 metrów (hala) – 14:18,86 (2015) halowy rekord świata